# Asociación Club Deportivo Juan Pablo II College
La Asociación Club Deportivo Juan Pablo II College, o simplemente conocido como Juan Pablo II College es un club de fútbol peruano oriundo del Distrito de Chongoyape, Provincia de Chiclayo, Departamento de Lambayeque. Participó en la Copa Perú siendo campeón departamental el 2023 y llegando a semifinales de la etapa nacional clasificando para la Liga 2 2024. Desde 2025, milita en la Liga 1 tras ascender desde la Liga 2 2024.

## Historia

### Fundación
Fue fundada en el año 2015 por iniciativa de Agustín Lozano y su esposa Orfelinda Correa, además de la misma Institución Educativa (I. E. P. Juan Pablo II College), la academia comenzó participando en la segunda división de la Liga Distrital de Chongoyape, inicialmente con el propósito de que los alumnos de dicha institución formen parte de la academia deportiva, aunque posteriormente se permitió la contratación de jugadores y atletas para lograr la excelencia deportiva en la Copa Perú. El equipo fue dirigido en sus inicios por el director técnico Milton Pérez Cocha.

#### Copa Perú 2022
En 2022 —año en que se reanudó la competencia distrital— que el equipo tomaría relevancia. Juan Pablo II College logró ser subcampeón en la primera división de su distrito, consiguiendo el acceso a la Etapa Provincial de la Copa Perú. El equipo llegó hasta la ronda 4, cayendo eliminado en esa etapa ante el Club Deportivo Boca Juniors de Chiclayo.

### Ascenso a Liga 2

#### Etapa distrital y provincial
Para el año 2023, Juan Pablo II College inició su participación en la etapa distrital, haciendo una campaña aceptable que le permitió avanzar a la Etapa Provincial tras obtener el tercer lugar en su liga.
En la Etapa Provincial el equipo logró superar todas las fases, venciendo a equipos como Atlético Milán de Pampa Grande, Sport Cristal de Picsi, entre otros. En la final se enfrentó ante Deportivo Lute Zaña de Chiclayo, donde cayó 2-1. A pesar de la derrota el equipo consiguió el acceso a la Etapa Departamental al terminar siendo subcampeón.

#### Etapa departamental
En la Fase de grupos de la Liga departamental de Lambayeque, Juan Pablo II College enfrentó en el Grupo D a Cruz de Chalpón de Motupe, Intocables FC de Ferreñafe y Rayos X Medicina de Chiclayo. El equipo logró el pase a los cuartos de final y enfrentó a Unión Atahualpa de su mismo distrito, donde lo venció sin problemas. En las semifinales se volvió a encontrar con Cruz de Chalpón, donde el marcador quedó 1-1 en el global, pero Juan Pablo II College se clasificó ganando por penales 3-1. En la final se encontró con el Club Juventud La Joya, en partido único, Juan Pablo II College se quedó con el trofeo después de ganar 2-1, los goles fueron de Luis Chuna y Franco Echandía.

#### Etapa nacional
En la fase regular, Juan Pablo II College sumó 10 puntos con 2 victorias y 4 empates, adjudicándose de la posición 19 y accediendo a los dieciseisavos de final. 
Para la última fecha de la fase regular del torneo, el entrenador Edwin Zelada decidió no continuar al mando. Así Juan Pablo II College contrató a Daniel Valderrama para tomar las riendas del equipo con el objetivo del ascenso.

#### Fase final
En los dieciseisavos de final se enfrentó a Deportivo Huracán de Canta. En el partido de ida, disputado en Chongoyape, el encuentro terminó 1-1. Sin embargo, se le otorgó la victoria a Juan Pablo II College por 3-0 tras presentar un reclamo por la alineación indebida de un futbolista en el equipo rival. En la vuelta, en un duelo lleno de goles, Juan Pablo II College ganó 5-4, cerrando la serie con un global de 8-4 a su favor."
En los octavos de final, el rival fue el Nuevo Unión Tarapoto FC. Durante la ida Juan Pablo II College se impuso con un ajustado 2-1, mientras que en la vuelta no hubo diferencias, quedando 0-0.
El partido definitivo vendría en los cuartos de final, ya que daría el ansiado ascenso a la Liga 2 2024. En esta ronda los partidos se jugaron en Lima y el equipo se midió ante el Club Diablos Rojos de Juliaca. Jugado en el Estadio Iván Elías Moreno de Villa El Salvador, Juan Pablo II College comenzó con pie derecho el partido, Eduardo Burga marcó el primer gol al minuto dos. Posteriormente, al minuto 25 volvió a anotar, firmando su doblete. El juego fue parejo y aunque parecía consumado, Diablos Rojos marcaba el 2-1 al minuto 90 del partido, sin embargo no le alcanzó para la paridad. Juan Pablo II College logró el ascenso a la Liga 2 y el pase a las semifinales de la Copa Perú, consiguiendo el primer objetivo.
Para las semifinales del torneo enfrentó a FC San Marcos de Ancash. El encuentro fue muy disputado y finalizó en un empate 2-2. En la tanda de penales, FC San Marcos fue más efectivo, ganando 6-5. Así terminando con la participación de Juan Pablo II College en la Copa Perú 2023, cumpliendo el objetivo del ascenso.

#### Ascenso a la Liga 1
Juan Pablo II logró el ascenso directo a la primera división tras derrotar a Comerciantes FC. Sin embargo, el ascenso estuvo marcado por la controversia suscitada por la anotación de un gol en evidente fuera de juego. Desde entonces, aún no se ha definido cuál será su campo para jugar en 2025.

## Hinchada
A pesar de que el club tiene pocos años de creación, cuenta con varios seguidores alrededor de Perú (especialmente en su provincia natal Chiclayo) y algunos en otros países como Polonia.Esto gracias a su gran popularidad por medio de las redes sociales en la campaña de la Copa Perú de 2023 debido a que llevan al papa Juan Pablo II en su nombre y escudo.

## Uniforme
- Uniforme titular: Camiseta blanca y amarilla, pantalón amarillo, medias amarillas.
- Uniforme alternativo: Camiseta rosa, pantalón rosa, medias rosas.

### Evolución del uniforme

#### Titular
| 2024 | 2025 |

#### Visitante
| 2024 | 2025 |

## Entrenadores
- Milton Pérez Cocha (2015-2017)
- Almiro Ríos Villarreal (2022)
- Alejandro Vásquez (2023)
- Edwin Zelada (2023)
- Daniel Valderrama (2023)
- Santiago Acasiete (2024-actualidad)

## Palmarés

### Torneos nacionales
| Competición nacional            | Títulos | Subcampeonatos |
| ------------------------------- | ------- | -------------- |
| Segunda División del Perú (0/1) |         | 2024.          |

### Torneos regionales
| Competición regional                   | Títulos | Subcampeonatos |
| -------------------------------------- | ------- | -------------- |
| Liga Departamental de Lambayeque (1/0) | 2023.   |                |
| Liga Provincial de Chiclayo (0/1)      |         | 2023.          |
| Liga Distrital de Chongoyape (0/1)     |         | 2022.          |